# Hester Jonas
Hester Jonas (* um 1570 in Monheim am Rhein; † 24. Dezember 1635 in Neuss) war die sogenannte „Hexe von Neuss“. Ihr Fall ist die bekannteste Hexenverfolgung in der Geschichte der Stadt Neuss und wurde im 20. Jahrhundert musikalisch und lyrisch verarbeitet.

## Leben

Folterstuhl im Neusser „Kehlturm“ (Nachbau)

Jonas zog nach der Heirat mit dem Neusser Müller Peter Meurer nach Neuss an die Windmühle. Der Kölnische Krieg hatte die Stadt 1585 und 1586 schwer zerstört und ihre Einwohnerzahl auf unter 2000 mehr als halbiert (vgl. Neuss#Stadtwerdung). Jonas arbeitete hier als Hebamme und nutzte die Kräuterheilkunde, unter anderem die Alraune.
Im Alter von etwa 64 Jahren wurde sie im November des Jahres 1635 wegen Zauberei verhaftet, verhört und gefoltert. Das Neusser Bürgermeistergericht bezichtigte sie des Schadenzaubers, des Abfalls von Gott, des Paktes mit dem Teufel und der Teufelsbuhlschaft. Schon Jahre zuvor hatte Jonas im Ruf gestanden, eine „Hexe“ zu sein.
Bei den ersten beiden Verhören am 15. und am 22. November bestritt Jonas die gegen sie erhobenen Vorwürfe. Am 19. und am 20. Dezember wurde sie jeweils für drei Stunden auf einen mit Eisennägeln gespickten Folterstuhl gesetzt. Nach der Folter legte sie ein „Geständnis“ nach Wunsch der Anklage ab. Sie gab zu, mit einem schwarzen Mann namens „Hans Beelzebub“ mehrfach Unzucht getrieben und Menschen wie Tieren durch Zauber geschadet zu haben. Außerdem sei sie vom Teufel besessen.
In derselben Nacht gelang ihr die Flucht aus dem „Neuwachthaus“. Sie wurde jedoch wenig später ergriffen und in den Mühlenturm gesperrt. Dort widerrief sie ihr „Geständnis“. Ihren Widerstand brach man am folgenden Tag durch Auspeitschung mit „scharfen Ruten“ erneut. Nachdem sie alle gegen sie erhobenen Vorwürfe gestanden hatte, verurteilte das Gericht sie zum Tode.
Am 24. Dezember 1635 enthauptete ein Scharfrichter aus Köln Jonas in Neuss mit dem Schwert. Ihr Leichnam wurde verbrannt und ihre Asche am gleichen Tag demonstrativ in alle Himmelsrichtungen verteilt. Ihr Mann hatte dies mit 65 Talern zu bezahlen.
Das Verhörprotokoll des Prozesses ist als Besonderheit des Falles vollständig erhalten und im Stadtarchiv Neuss einsehbar.

## Rezeption
- Ballade von der Hester Jonas – Ballade des Wahl-Neusser Lyrikers Peter Maiwald (Textabdruck bei Gisela Götte, 1995, Seite 68)[3]
- Ballade von der Hester Jonas – Vertonung der Ballade als Lied auf dem Album Rauchzeichen der Dortmunder Band Cochise (1979)[4]